# Hikari Suzuki
Hikari Suzuki (19 novembre 2002) è una nuotatrice artistica giapponese.

## Palmarès
- Mondiali

Budapest 2022: argento nel libero combinato, bronzo nel team libero
Fukuoka 2023: bronzo nel libero combinato